# پال گرین

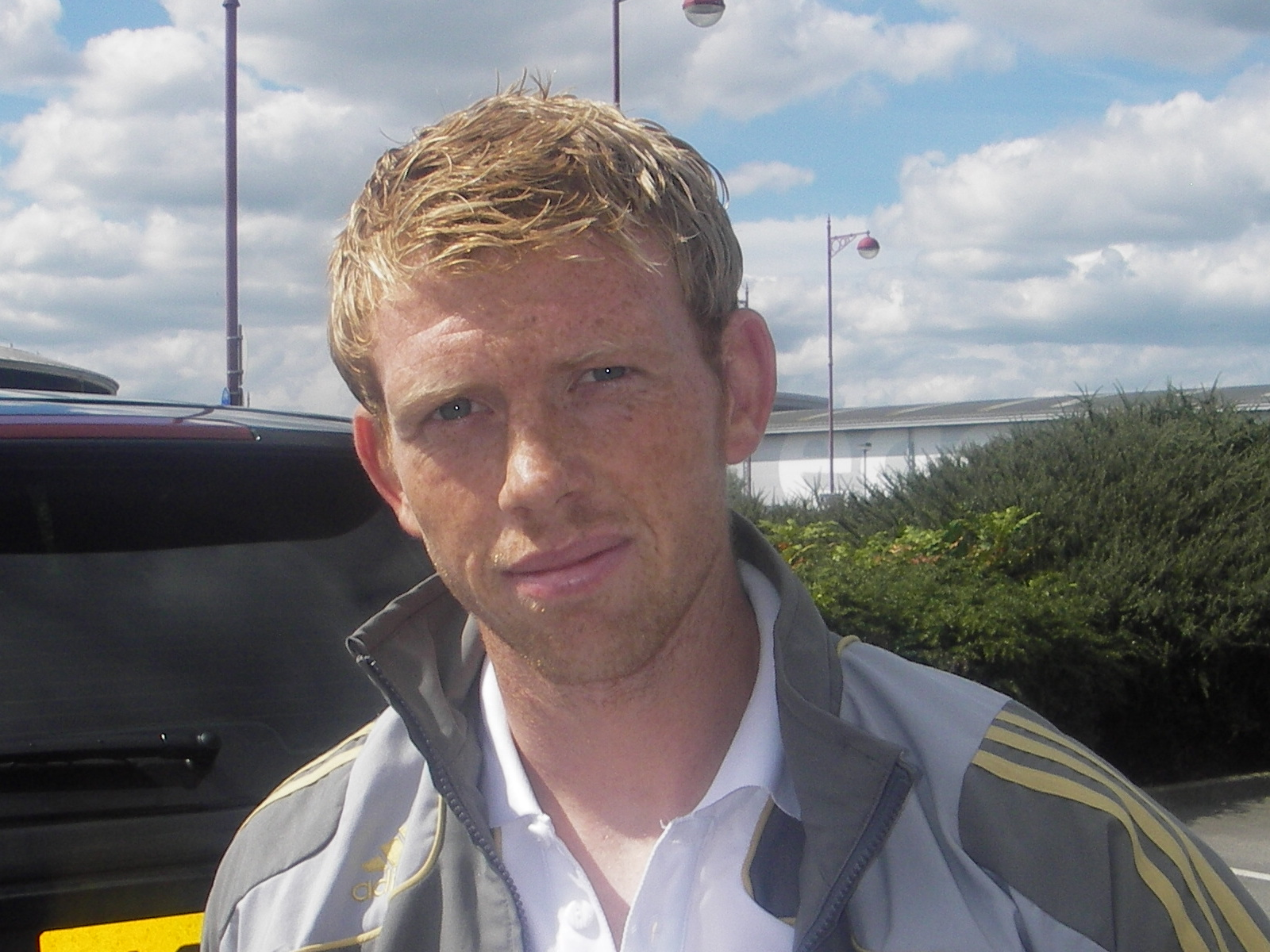
پال گرین

پال گرین (زادهٔ ۱۰ آوریل ۱۹۸۳) بازیکن فوتبال اهل کشور ایرلند است.
وی برای تیم ملی ایرلند ۱۲ بازی انجام داده و ۱ گل به ثمر رسانده‌است. پست تخصصی این بازیکن نیز، هافبک است.